# ガベス湾

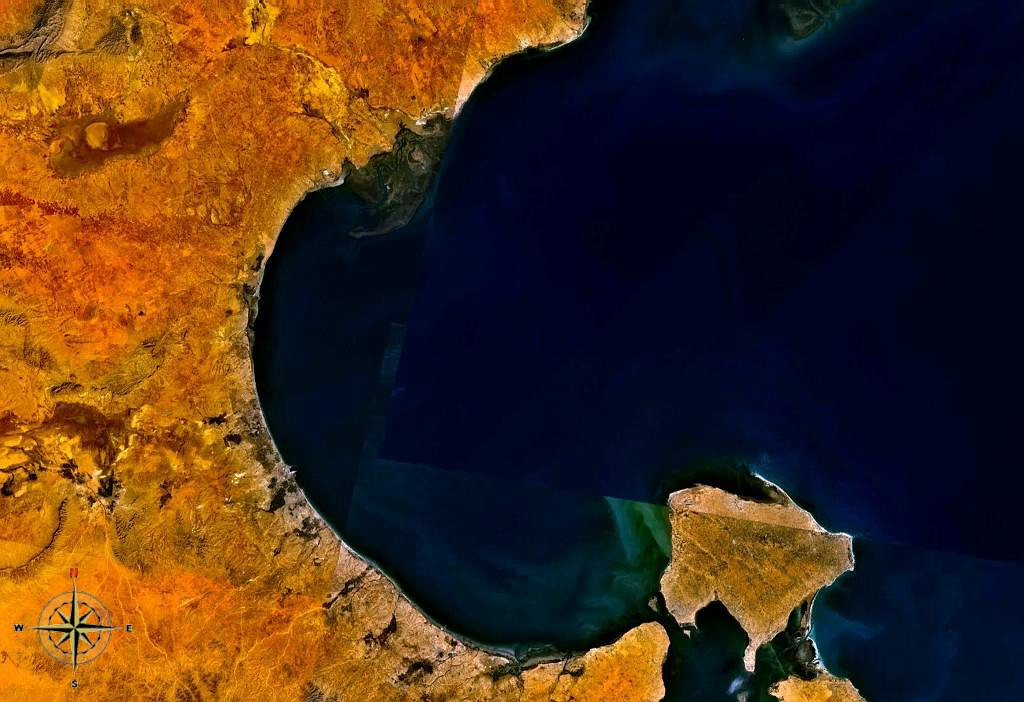
人工衛星から見たガベス湾。

ガベス湾（アラビア語：خليج قابس, 英: Gulf of Gabès）は、かつて小シルティスとよばれた、地中海南部、チュニジアの東海岸に位置する湾である座標: 北緯34度00分00秒 東経10度25分00秒 / 北緯34度 東経10.4166667度。
湾の長さと幅はおよそ100kmで、北東に開けている。湾の北東部にはケルケナ諸島、南部にはジェルバ島がある。潮位差は大きく、春の大潮では2.5mに達する。湾の南西岸に位置するガベスは経済と行政の中心地である。おもな港湾都市にはガベスのほか北岸にスファックスがあるが、ここは海綿とマグロ漁業の基地である。
北部にはPosidonia oceanicaの藻場があり、魚類、二枚貝、腹足類、海綿、ウミガメおよびアカアシシギ、ハシボソカモメ、コアジサシなどの渡り鳥が多く生息している。西部にはCymodocea nodosaの藻場があり、貝類が多く生息しているほか、コサギ、アカアシシギ、ハシボソカモメ、ヘラサギ、オオフラミンゴ、ダイシャクシギ、ハシビロガモ、ハマシギなどの鳥類が繁殖または越冬のために訪れ、ヨーロッパウナギ、Aphanius fasciatusなどの魚類も生息している。南部にもPosidonia oceanicaの藻場と湾岸の塩生植物の群落があり、ヘラサギ、オオフラミンゴ、シロチドリ、イシチドリなどの鳥類、Aphanius fasciatus、Chelon labrosusなどの魚類およびフェネック、エジプトスナネズミ、アルジェリアハリネズミなどの哺乳類が生息している。湾の北東部のケルケナ諸島、スファックス南側のティナ付近の塩類平原、北西部のクナイス諸島、ガベス北側の塩湖群、ジェルバ島西側の湾岸湿地、ジェルバ島南東部、南西部、北部およびジェルバ島南側の支湾のブグララ湾奥はラムサール条約登録地である。